# Kamienica Stanisława i Kazimiery Kacperskich w Warszawie
Kamienica Stanisława i Kazimiery Kacperskich – kamienica w Warszawie przy placu Unii Lubelskiej u zbiegu ulic Marszałkowskiej i Polnej.

## Historia
Kamienica wybudowana została w latach 1911–1913 dla Stanisława Kowalskiego, kupca z prowincji, który postanowił ulokować kapitał w nieruchomości. Nazwisko architekta nie jest jednak znane do dziś. W momencie oddania do użytku w 1914, dziewięciokondygnacyjna budowla była jednym z dwu- najwyższych domów mieszkalnych w Warszawie obok kamienicy na Mariensztacie przy ulicy Nowy Zjazd 7. Budynek został potocznie nazwany „żelazkiem” ze względu na swój trapezowy kształt i budził porównania do nowojorskiego Flatiron Building. Oryginalnie znajdowały się w nim trzy- i czteropokojowe mieszkania, a także kawalerki. Był to budynek bardzo nowoczesny jak na tamte czasy, posiadający centralne ogrzewanie, elektryczność, centralne odkurzacze, spiżarnie, kuchnie gazowe, trzy windy i schody wyłożone marmurem. W centralnej części kamienicy znajduje się wąskie tzw. „podwórko-studnia”, na które wychodzą okna klatek schodowych i korytarzy prowadzących do mieszkań.
Nazwa budynku pochodzi od małżeństwa Stanisława i Kazimiery Kacperskich, długoletnich właścicieli obiektu, którzy jednak krótko przed II wojną światową sprzedali go za 1,3 miliona złotych Państwowemu Zakładowi Emerytalnemu. Podczas wojny mieściła się tutaj Komórka Biura Studiów Oddziału II Informacyjno-Wywiadowczego Armii Krajowej. W trakcie ataków zniszczeniu uległ dach kamienicy i uszkodzone zostały dwa piętra, choć ostatecznie obiekt przetrwał czas wojny w dobrym stanie.

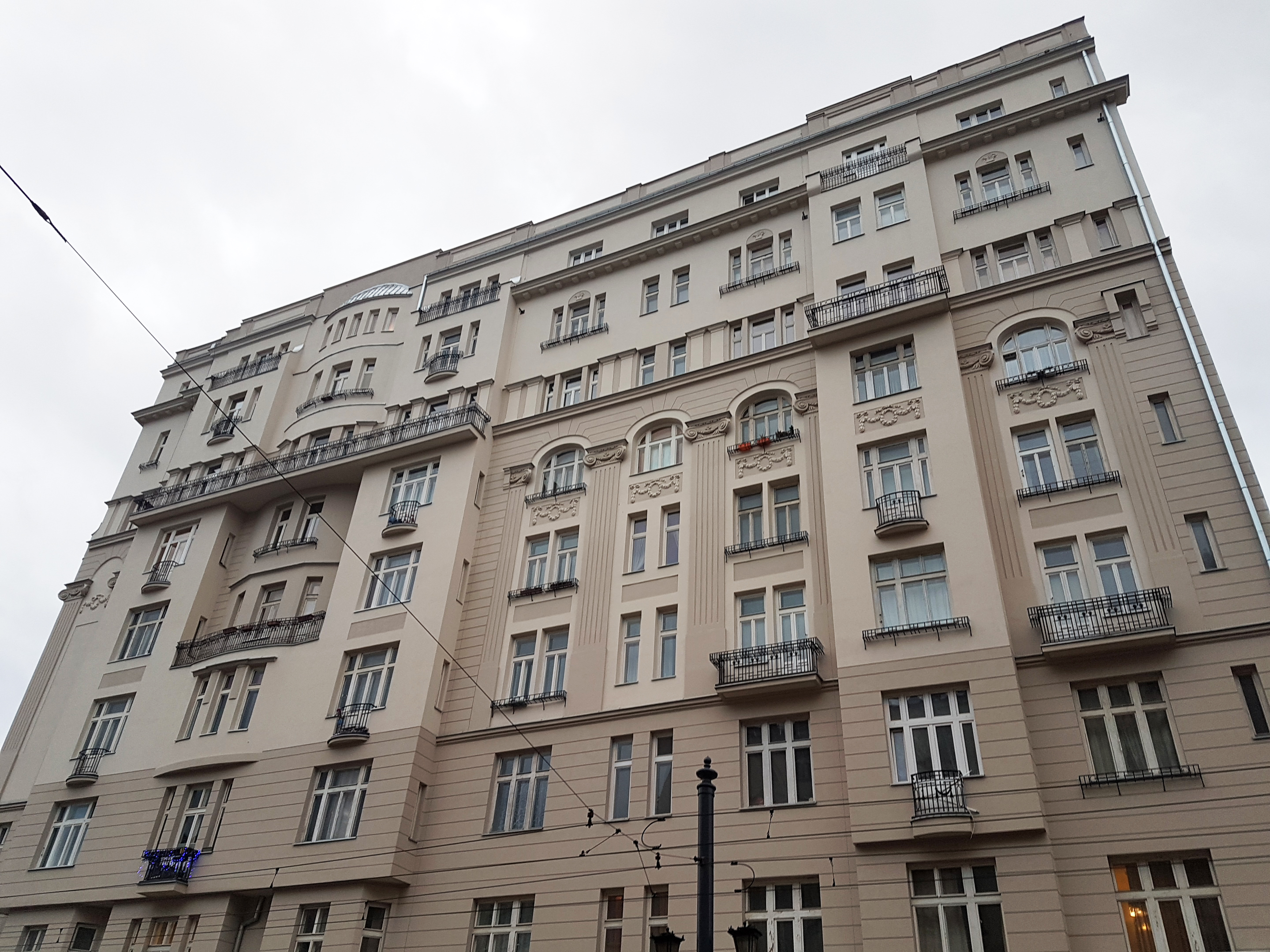
Elewacja wschodnia kamienicy

W latach 1955–1956 budynek wyremontowano usuwając część dekoracji, a w 1970 roku podwórko zostało zabudowane na wysokości drugiego piętra podłogą z luksferów. Przez pewien czas istniała tam stołówka dla oddziałów ZOMO.
W drugiej połowie lat 80. kamienica przeszła kolejny remont. W latach 90. w budynku zaczęto lokować mieszkania socjalne, co z czasem doprowadziło do zaniedbania i rozwoju patologii społecznej na terenie obiektu. W 2007 na antenie TVP wyemitowany został na ten temat reportaż pt. Getto biedy przy Marszałkowskiej. Ze względu na regularnie popełniane na terenie budynku samobójstwa, jest on czasem potocznie nazywany „kamienicą samobójców”. Obecnie na pierwszym piętrze kamienicy działa hostel. W 2017 rozpoczął się kolejny remont budynku.

## W kulturze popularnej
- W 1933 kamienicę ukazano w filmie fabularnym Dwanaście krzeseł[2].
- W kamienicy została nakręcona część scen teledysku Widok Mariki i Spokoarmii z 2012 roku[9].